# Kenneth Thomson
Pour les articles homonymes, voir Thomson.
Kenneth Thomson, 2e baron Thomson de Fleet, né le 1er septembre 1923 et mort le 12 juin 2006, est un homme d'affaires canadien. 

## Biographie
Héritier de l'entreprise Thomson, il la développa pour en faire une des multinationales les plus importantes en matière d'édition professionnelle. La famille Thomson détient toujours 70 % de l'entreprise Thomson via le holding The Woodbridge Company Limited, société d'investissement chargée de gérer les intérêts de la famille. En 2002, David, son fils aîné a repris les rênes de l'entreprise.
Amateur d'art, Kenneth Thomson était jusqu'à son décès l'un des plus gros donateurs dans différents musées. Son patrimoine familial est de 17,9 milliards de dollars (voir Liste des milliardaires du monde), ce qui faisait de lui l'homme le plus riche du Canada.